# Periodisme postindustrial
El periodisme postindustrial és un concepte plantejat i creat per Chistopher W. Anderson, Emily Bell, y Clay Shirky, de la Universitat de Colúmbia de Nova York. Els tres autors desenvolupen aquesta etapa del periodisme en un assaig titulat Journalism: Adapting to the Present i el desglossen en cinc premisses clares: el periodisme importa, el bon periodisme sempre ha estat pagant, Internet ha afectat el pagament de la publicitat, la reestructuració és un moviment forçós, hi ha moltes oportunitats per fer un bon treball d'altres maneres més noves.
L'assaig exposa diferents aspectes d'aquesta nova etapa del periodisme, que es desglossen d'aquestes cinc premisses, i que els autors anomenen periodisme postindustrial. Entre altres idees, es pot llegir que la premsa patirà un deteriorament a llarg termini, ja que la publicitat no pot finançar mitjans com Los Angeles Times, Minneapolis Star-Tribune o el The New York Times. Els autors també expliquen l'adaptació dels mitjans en un nou ecosistema on l'audiència interessa i té l'opció de generar informació mitjançant altres vies com Twitter o Facebook. I que tot això suposa una ruptura amb el periodisme posat en pràctica en els últims 50 anys.